# Proteostrenia costimaculata
Proteostrenia costimaculata là một loài bướm đêm trong họ Geometridae.